# Eimantas Marozas
Eimantas Marozas (ur. 29 grudnia 1985) – litewski piłkarz występujący na pozycji napastnika. Marozas jest mistrzem Litwy z 2004 roku i zwycięzcą Ligi Bałtyckiej z roku 2008. Jest prawonożny.